# Nieśmiały na dworze
Nieśmiały na dworze (hiszp. El vergonzoso en palacio) – dramat Tirsa de Moliny.

## Geneza utworu
Utwór został opublikowany po raz pierwszy w 1621 roku w Madrycie, w zbiorze Los cigarrales de Toledo (Ogrody Toledo). Autor wspomina tam, że sztuka przed laty grana była z dużym powodzeniem nie tylko we wszystkich teatrach Hiszpanii, ale również na najsławniejszych scenach Włoch i Ameryki. Ponieważ Tirso wyjechał do Ameryki w 1616 roku, komedia musiała powstać przed tą datą. Blanca de los Rios opowiada się za latami 1611-1612. Inni badacze przesuwają datę powstania utworu nawet na rok 1606.
Lata 1604-1616 spędził Tirso w Toledo, gdzie w 1606 roku przyjął święcenia kapłańskie i mniej więcej w tym czasie rozpoczął karierę teatralną. Sztuka początkującego autora, mimo jej świetności artystycznej, zrobiła zrazu klapę. Jak wspomina Tirso, jej wystawieniem zajął się najwybitniejszy w stolicy reżyser i aktor. Nie opanował jednak wystarczająco swej roli, był też do niej zbyt stary, by publiczność mogła w nim uznać nieśmiałego i bojaźliwego młodzieńca.

## Osoby
| Osoba           | Jej rola w dramacie                |
| --------------- | ---------------------------------- |
| Książę Averu    |                                    |
| Don Duarte      | hrabia de Estremoz                 |
| Tarso           | pasterz, przyjaciel i sługa Mirena |
| Melisa          | zakochana w Tarsie pasterka        |
| Mireno          | pasterz                            |
| Doristo         | wójt                               |
| Lariso, Denio   | pasterze                           |
| Ruy Lorenzo     | sekretarz księcia                  |
| Vasco           | jego służący                       |
| Donia Juana     | kuzynka Don Antonia                |
| Don Antonio     | hrabia Peneli                      |
| Donia Magdalena | starsza córka księcia              |
| Donia Serafina  | młodsza córka księcia              |

## Czas i miejsce akcji

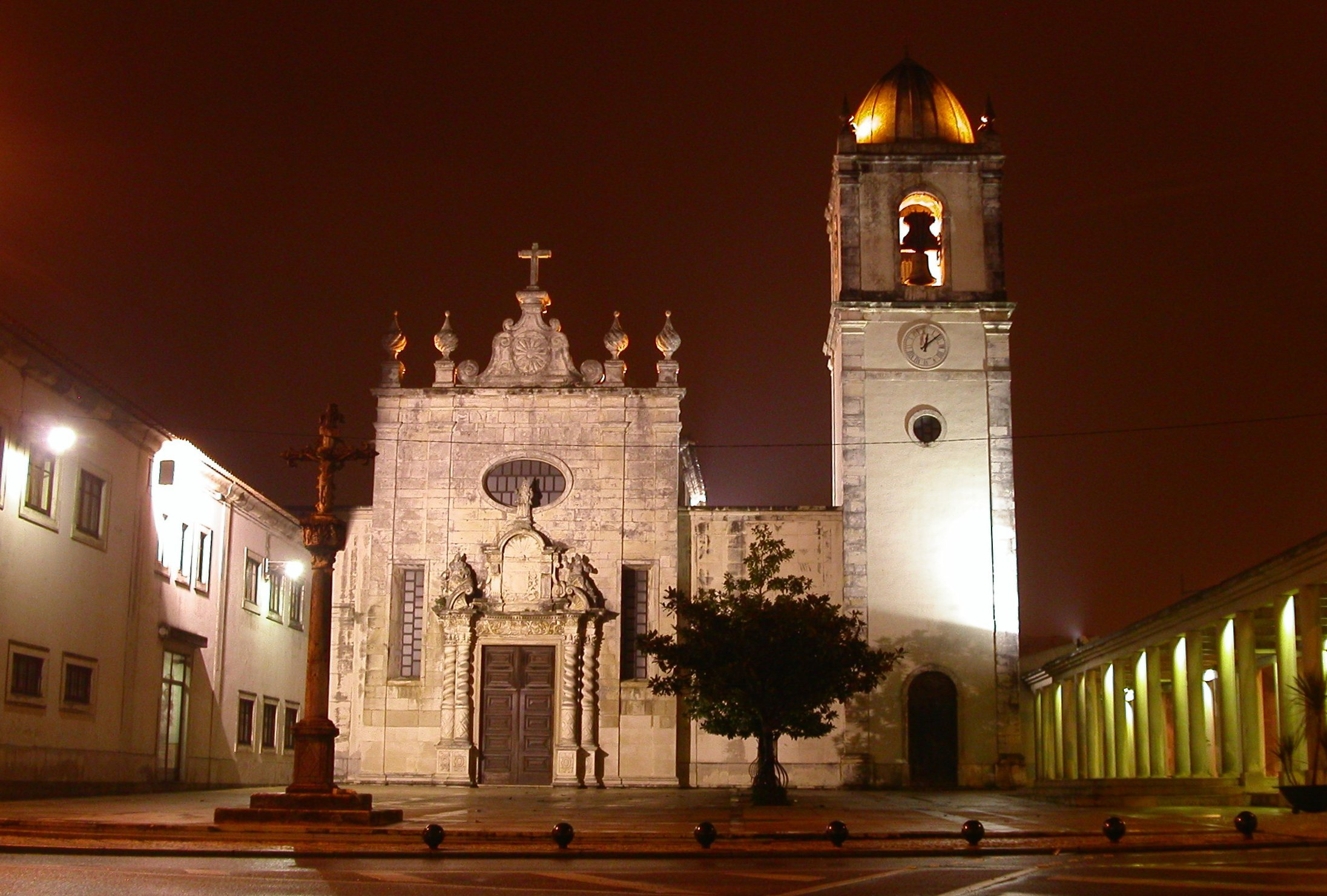
Katedra w Aveiro

Akcja utworu rozgrywa się w 1400 roku w Aviro i okolicy.

## Treść

### Akt I
Don Duarte, hrabia Estremoz, wyzywa księcia Averu na pojedynek, pokazując mu list, w którym książę nakłania sługę hrabiego, by zabił za wynagrodzeniem swego pana. Książę zaprzecza, by był autorem listu. Wkrótce okazuje się, że za listem stal sekretarz księcia Ruy Lorenzo, który po niepowodzeniu tej intrygi, wynajął, by zgładzić hrabiego płatnego mordercę. Książę każe aresztować swego sekretarza. Hrabia domyśla się, że powodem takiego zachowania się książęcego sekretarza jest sposób w jaki potraktował jego siostrę. Nie mówi jednak o tym księciu.
Pasterka Melisa zabiega o względy Tarsa, ten jednak twierdzi, że uwolnił się od jej uroku. Jego przyjaciel, Mireno, który podejrzewa, że jest szlachcicem z pochodzenia, chce spróbować szczęścia na wojnie. Tarso, który wiele mu zawdzięcza, ofiaruje się na jego sługę. W lesie przyjaciele spotykają, uciekających przed pogonią, Ruy Lorenza i jego sługę Vasca. Ruy wyjawia, że jest ścigany za to, że stanął w obronie honoru zgwałconej siostry. Poruszony jego odwagą Mireno, proponuje mu, by uniknął pogoni przebrawszy się w jego pasterskie ubranie. Po zmianie ubrań Mireno i Tarso zostają ujęci jako zbiegowie.
Na dworze księcia Averu zjawia się hrabia Peneli, Don Antonio ze swą kuzynką Juaną. Antonio przybywa incognito, zwabiony sławą urody córek księcia, Magdaleny i Serafiny. Książę rozmawia z Magdaleną o zaplanowanym dla niej małżeństwie z hrabią Vasconcelos, na które musi jeszcze wyrazić zgodę król. Jeśli tak się stanie, Don Duarte może być pewien ręki Serafiny. Ta jednak odrzuca na razie jego starania. Obława przyprowadza Mirena, który przyznaje, że udzielił pomocy człowiekowi, który stanął w obronie pohańbionej siostry. Nie chce jednak wyjawić gdzie zbieg się ukrywa. Książę każe go wtrącić do lochu. Magdalena i Serafina postanawiają mu pomóc. Antonio szaleje z miłości, nie wie tylko, do której z córek księcia.

### Akt II
Uwolniony dzięki zabiegom Magdaleny Mireno pragnie jej podziękować. Zakochana w nim dziewczyna nie chce mu narzucać swych uczuć. Kiedy ostatecznie decyduje się go wysłuchać, odradza mu karierę wojskową i domaga się, by zgodził się zostać sekretarzem jej ojca. Mireno doszukuje się w jej zachowaniu oznak miłości, szybko jednak poskramia niewczesne nadzieje.
Antonio porzuca dla kaprysu swą misję dyplomatyczną i podaje się za szlachcica z Peneli, który przybył starać się o posadę sekretarza. Książę przyjmuje go, jest więc zmuszony odmówić córce, która prosi go o to samo dla Mirena. Niezrażona odmową Magdalena prosi ojca, by Mireno mógł zostać jej sekretarzem.
Przebrana w męski strój Serafina ćwiczy w ogrodzie wobec Juany sceny ze sztuki Okrucieństwo Portugalek. Odgrywa rolę księcia odtrąconego przez kobietę zakochaną w innym. Ukryty w krzakach Antonio zachwyca się jej urodą, a najęty przezeń malarz rysuje portret księżniczki. Magdalena oznajmia Mirenowi, że został jej sekretarzem, by mogła poćwiczyć pisanie listu do jej narzeczonego. Zmartwiona zmartwieniem ukochanego niechcący potyka się i wpada mu w ramiona.

### Akt III

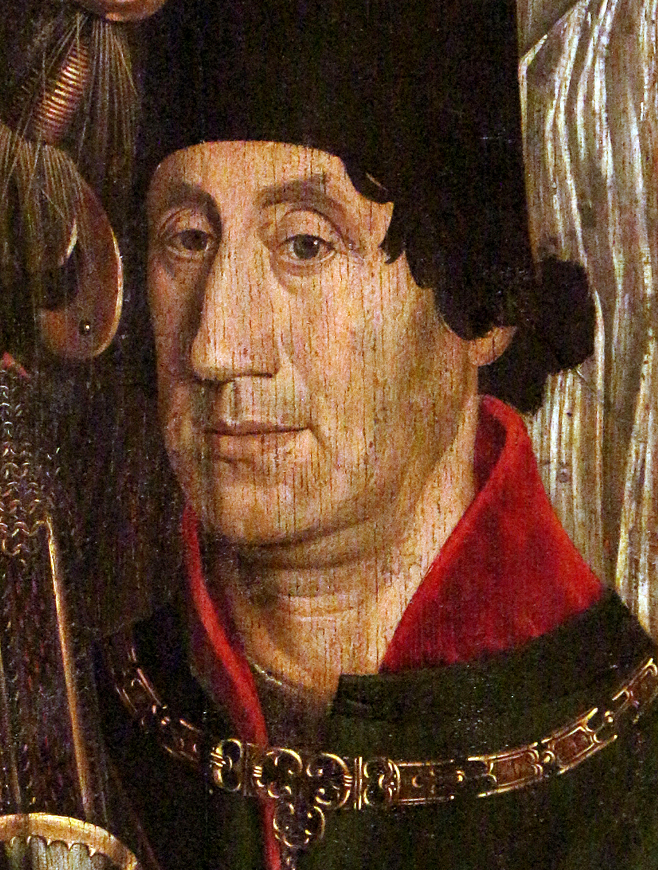
Don Pedro. Fragment Adoracji św. Wincentego Nuno Gonçalvesa z ok. 1470 r.

Ruy Lorenzo zwierza się Wawrzyńcowi, u którego zamieszkał ze swoich trosk. Ten wyznaje mu, że tak naprawdę jest królewskim stryjem, Don Pedrem, skazanym i ściganym przez króla, w wyniku fałszywego oskarżenia. Tarso namawia Mirena, by wyznał ukochanej swą miłość, ten jednak się waha, obawiając się odrzucenia. Magdalena wzywa go do siebie i udając sen wyznaje mu swą miłość, rozwiewa też wszelkie jego wątpliwości. Obudziwszy się bagatelizuje jednak swe wyznanie.
Serafina dowiedziawszy się o podstępie Antonia każe mu natychmiast opuścić pałac, ten rozżalony ciska w nią jej portretem, życząc jej, by skoro nie kocha mężczyzn, zakochała się w samej sobie. Zaintrygowana nieznajomym z portretu Serafina próbuje się dowiedzieć kogo on przedstawia. Przyzwany przez Serafinę, Antonio zmyśla historię o ściganym przez prawo synu Don Pedra, Don Dionizym, który zakochał się w niej i prosił go, by zdobył jej względy i podarował ten portret. Serafina jest zachwycona. Antonio podejmuje się przyprowadzić do niej Don Dionizego pod osłoną nocy. Książę chce uczestniczyć w lekcji Magdaleny. Ta chwali się przed ojcem i ukochanym swoimi postępami, szczególnie listem pisanym jakby we śnie. Don Duarte informuje o niespodziewanym przyjeździe Vasconcelosa. Zdesperowana Magdalena wyznacza Mirenowi schadzkę w nocy.
Wawrzyniec, dowiedziawszy się, że jego syn jest sekretarzem w Averze, wybiera się wraz z Ruy Lorenzem, by go ujrzeć. Melisa przymusza Vasca, by wskazał jej drogę do pałacu, chce bowiem dokończyć swych zabiegów o Tarsa. Antonio zjawia się nocą pod oknem Serafiny i odgrywa przed nią scenkę przemawiając na zmianę głosem swoim i Don Dionizego. Serafina zaprasza Don Dionizego na górę. Tarso, który był świadkiem tej sceny i nie umie jej pojąć, informuje Mirena, że jakiś Don Dionizy wszedł właśnie do jego ukochanej. W oknie pojawia się jednak Magdalena i przyzywa Mirena.
Wawrzyniec i Ruy oraz Melisa i Vasco są świadkami odczytania na dziedzińcu pałacowym listu królewskiego uniewinniającego Don Pedra. Wawrzyniec przyznaje się wobec księcia, że jest Don Pedrem. Magdalena oświadcza ojcu, że ma już męża, skromnego pochodzeniem Mirena i nie wyjdzie za Vasconcelosa. Don Pedro ucisza wybuch księcia stwierdzając, że to jego syn, Don Dionizy. Serafina przekonana, że Don Dionizy ją obiecał poślubić protestuje. Antonio przyznaje się do podstępu, a Juana ujawnia, że jest on hrabią Peneli. Don Duarte prosi w tej sytuacji Ruy Lorenza o rękę jego siostry Leonelli. Don Pedro wstawia się za Lorenzem u księcia. Książę oddaje rękę Serafiny hrabiemu Peneli. A Melisa zdobywa sobie Tarsa.

## Psychologia postaci
Utwór szczęśliwie łączy w całość kilka równolegle prowadzonych wątkówː polityczny (Swobodnie potraktowaną przez Tirsa historię księcia Coimbry Don Pedra) oraz trzy miłosneː Mirena i Magdaleny, Antonia i Serafiny oraz Tarsa i Melisy. Każda z postaci została przedstawiona z dużą uwagą, co dało w efekcie galerię wyrazistych, zróżnicowanych charakterów. Szczególne bogactwo uczuć i emocji prezentuje para głównych bohaterów przeżywających szczęście i rozterki pierwszej miłościː młodzieńczą wstydliwość, dumę, przypływy i odpływy nadziei, niepewność co do prawdziwych uczuć partnera i własnej atrakcyjności w jego oczach, zazdrość, przeżywane na zmianę determinację i zniechęcenie, nagłą odwagę lub onieśmielenie, a nawet pewną dozę okrucieństwa.
Jak zwykle u Tirsa bardzo interesująco wypadają postaci kobietː Magdalena i Serafina, które pozwalają wcielającym się w nie aktorkom popisać prawdziwym kunsztem. Niektóre ze scen, jak wspaniała scena "teatru w teatrze" z II aktu, w której Serafina wygłasza najpiękniejszą bodaj pochwałę sztuki dramatycznej, jaka została wypowiedziana ze sceny, czy rzekomy sen Magdaleny z III aktu na długo zapadają w pamięć.

## Komizm
Lekka, żywa akcja Nieśmiałego na dworze, obfitująca w zaskakujące zwroty skrzy się humorem sytuacyjnym i słownym. Szczególnie zabawny i zróżnicowany jest język bohaterów sztuki. Autor dostosowuje go do świadomości posługujących się nim postaci, oddając z mistrzostwem liryzm zakochanej Magdaleny czy nieporadność mowy wieśniaków. Nasyca go obrazowymi porównaniami odwołującymi się do życia codziennego, potocznymi zwrotami, porównaniami i dosadnymi wyrażeniami, choć jak sam skarży się w Prologuː powołani do tego urzędnicy bez litości, choć z zarozumialstwem, wyczyścili ją dokładnie ze słów i scen nieprzystojnych. Szczególnym źródłem komizmu są działania i wypowiedzi trojga gracioso: Vasca, Melisy i przede wszystkim Tarsa, chodzącej skarbnicy ludowej i praktycznej mądrości.

## Komedia o miłości
Głównym tematem sztuki jest miłość, ukazana z pełną akceptacją dla jej ziemskich przejawów. Ukazując dole i niedole miłości Tirso unika moralizowania. W pełni akceptuje na przykład prawo swoich bohaterek do walki o własne szczęście, także metodą faktów dokonanych. Świat Nieśmiałego nie jest jednak amoralny. Tych którzy sprzeniewierzyli się miłości spotka kara. Hrabiemu de Estremoz, a zwłaszcza Don Antoniowi, który dla zaspokojenia własnych kaprysów erotycznych, posunął się do oszustwa i zdrady, w finale sztuki zostaje wymierzona poetycka sprawiedliwość. Zawarte przez nich pod przymusem małżeństwa raczej nie przyniosą im szczęścia.

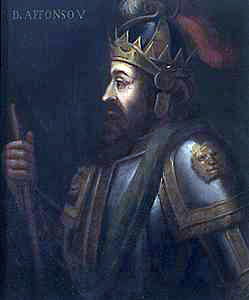
Alfons V, król który w sztuce ułaskawia Don Pedra.

Sztuka ta, podobnie jak najlepsze komedie Szekspira, daje widzowi możliwość przeżycia swoistej katharsis, zanurzenia się w magii zrodzonego z marzeń świata, pełnego komizmu i zabawy, w którym rzeczą najważniejszą jest miłość, gdzie królują czyste, mocne uczucia, radość życia i szczególna, charakterystyczna dla młodości wrażliwość odczuwania.

## Ciekawostki
- Nieśmiały na dworze jest najczęściej wydawanym i wystawianym w Hiszpanii utworem Tirsa de Moliny[15].
- List, który Don Duarte, hrabia Estremoz pokazuje księciu Averu na początku I aktu jest datowany na 12 marca 1400 roku, choć księstwo Averu zostało utworzone dopiero w 1557 roku[16].
- Ułaskawienie Don Pedra w finale III aktu zostaje ogłoszone w imieniu króla Alfonsa V (1438-1481). Z relacji Don Pedra wynika, że od jego konfliktu z królem po zakończeniu regencji (1438) upłynęło 20 lat, byłby to zatem rok mniej więcej 1458[17].
- Don Pedro istotnie został powołany po śmierci brata Edwarda I decyzją Kortezów na regenta Portugalii. Wdowa po Edwardzie, Eleonora, która jako Aragonka, nie cieszyła się sympatią Zgromadzenia, została w 1440 roku wygnana z Portugalii. Zmarła w Toledo w 1445 roku. Don Pedro wydał swą córkę Izabelę za Alfonsa V. Ślub miał miejsce 6 maja 1448 roku. Po objęciu władzy przez Alfonsa w 1448 roku, doszło do konfliktu pomiędzy królem, wspieranym przez stryja Alfonsa, hrabiego Braganzy, z byłym regentem. Don Pedro zginął w bitwie pod Alfarrobeira 26 maja 1449 roku. Historia opowiedziana przez Tirsa jest więc swobodną wariacją na temat losów słynnego arystokraty, wykorzystującą ludowy motyw życia w ukryciu.